# 替卡西林
替卡西林（英语：Ticarcillin）是一种羧基青霉素。它可以与克拉维酸盐一起作为替卡西林/克拉维酸出售和使用。它是一种青霉素，也属于更大类的β-内酰胺类抗生素。其主要临床用途是作为注射用抗生素治疗革兰氏阴性菌，尤其是铜绿假单胞菌和普通变形杆菌。它也是少数能够治疗嗜麦芽寡养单胞菌感染的抗生素之一。
它以白色或淡黄色粉末形式提供。它极易溶于水，但应仅在使用前立即溶解以防止降解。
它于1963年获得专利。

## 作用机制
替卡西林的抗生素特性源于其在细胞壁合成过程中防止肽聚糖交联的能力，当细菌试图分裂时，会导致细胞死亡。
与青霉素一样，替卡西林含有一个β-内酰胺环，可被β-内酰胺酶裂解，从而导致抗生素失活。因此，那些可以表达β-内酰胺酶的细菌对β-内酰胺类抗生素具有耐药性。由于（至少部分地）常见的β-内酰胺环，替卡西林可引起对青霉素过敏的患者的反应。替卡西林也常与克拉维酸等β-内酰胺酶抑制剂联合使用。

## 其它用途
在分子生物学中，替卡西林被用作氨苄西林的替代品，用于测试标记基因对细菌的摄取。它可以防止氨苄西林在培养基中分解时出现卫星菌落。它还在植物分子生物学中用于杀死农杆菌，农杆菌用于将基因传递给植物细胞。

## 剂量和给药
替卡西林不能通过口服吸收，必须静脉或肌肉注射。

## 商品名及制剂
- 替卡西林：替卡西林以前由比彻姆集团销售，然后是史克必成，直到1999年与葛兰素合并成为葛兰素史克；它在英国不再可用。在美国的分销于2004年停止Ticar被Timentin取代。

然而，与Ticar不同，Timentin含有克拉维酸
- 替卡西林/克拉维酸：Timentin，在澳大利亚、英国和美国，由比彻姆集团销售，之后由葛兰素史克。
- 在印度以Ticantrol（替卡西林/克拉维酸）为商品名由孟买的Scutonix Lifesciences销售

## 合成
羧苄西林在临床上的应用主要是因为它的低毒性以及它在治疗由敏感的假单胞菌引起的尿路感染方面的实用性。它的低效力、低口服活性和对细菌β-内酰胺酶的敏感性使其容易被没有这些缺陷的药物替代。替卡西林是这场比赛的一个强劲竞争者。它的起源取决于众所周知的事实，即二价硫大致相当于一个乙烯基（参见Methiopropamine、舒芬太尼、苯噻啶等）。

替卡西林合成：GEORGE BRAIN EDWARD, CHARLES NAYLER JOHN HERBERT; (1964到比彻姆集团).

一种合成方法是先制备3-噻吩基丙二酸的单苄基酯，然后用氯化亚砜（SOCl2）将其转化为酰氯，然后将其与6-氨基青霉素烷酸（6-APA）缩合。氢解（Pd/C）完成了替卡西林的合成。